# Griffiths
Griffiths ist ein ursprünglich patronymisch gebildeter Familienname walisischer Herkunft mit der Bedeutung „Sohn des Griffith“, der im gesamten englischen Sprachraum vorkommt.

## Namensträger

### A
- Adam Griffiths (* 1979), australischer Fußballspieler
- Alice Griffiths (* 2001), walisische Fußballspielerin
- Ambrose Griffiths (1928–2011), britischer Geistlicher, Bischof von Hexham und Newcastle
- Andy Griffiths (* 1961), australischer Autor
- Ann Griffiths (1776–1805), walisische Dichterin
- Anne Griffiths (* 1953), britische Rechtsethnologin
- Antony Griffiths (* 1951), britischer Kunsthistoriker

### B
- Barry Griffiths (* 1964), neuseeländischer Tischtennisspieler
- Bede Griffiths (1906–1993), britischer Mystiker
- Bill Griffiths (1948–2007), britischer Autor, Verleger und Übersetzer
- Brent Griffiths (* 1990), australischer Fußballspieler
- Brian Griffiths (* 1941), britischer Ökonom und Politiker

### C
- Cecil Griffiths (1901–1973), walisischer Leichtathlet
- Charles Griffiths (1882–1936), englischer Fußballspieler und -trainer
- Ciwa Griffiths (1911–2003), amerikanische Gehörlosenpädagogin

### D
- David Griffiths (Botaniker) (1867–1935), US-amerikanischer Botaniker
- David Griffiths (Sportschütze) (1874–1931), britischer Sportschütze
- David Griffiths (Komponist) (* 1950), neuseeländischer Komponist und Sänger
- David Griffiths (Drehbuchautor) (* um 1952), britischer Drehbuchautor und Produzent
- David Griffiths (Rugbytrainer), englischer Rugbytrainer
- David Griffiths (Bodybuilder), britischer Bodybuilder
- David Griffiths (Golfspieler) (* 1980), britischer Golfspieler
- David Griffiths (Cricketspieler) (* 1985), britischer Cricketspieler
- David J. Griffiths (* 1942), US-amerikanischer Physiker

### E
- Eldon Griffiths († 2014), britischer Politiker und Journalist
- Elly Griffiths (* 1963), britische Krimischriftstellerin
- Eric Griffiths (1940–2005), schottischer Gitarrist
- Ernest Howard Griffiths (1851–1932), britischer Physiker

### G
- Gareth Griffiths (1931–2016), walisischer Rugby-Union-Spieler
- Gwen Griffiths (* 1967), südafrikanische Leichtathletin

### H
- Hilary Griffiths (* 1949), britischer Dirigent, Dirigent und Kapellmeister der Oper Köln
- Howard Griffiths (* 1950), britischer Dirigent
- Hugh Griffiths, Baron Griffiths (1923–2015), britischer Richter und Rechtsanwalt

### J
- Jacob Hackenburg Griffiths-Randolph (1914–1986), ghanaischer Jurist und Politiker
- James Griffiths (Politiker) (1890–1975), britischer Gewerkschaftsfunktionär und Politiker (Labour Party)
- James Griffiths (Regisseur) (* 1971), britischer Regisseur
- James Henry Ambrose Griffiths (1903–1964), US-amerikanischer Geistlicher, Weihbischof in New York
- Jane Griffiths (Schauspielerin) (1929–1975), britische Schauspielerin
- Jane Griffiths (Badminton), australische Badmintonspielerin
- Jane Griffiths, Geburtsname von Jane Howden (1969–2012), britische Musikerin und Sängerin
- Joel Griffiths (* 1979), australischer Fußballspieler
- Josh Griffiths (Fußballspieler, 1991) (* 1991), walisischer Fußballspieler
- Josh Griffiths (Fußballspieler, 1992) (* 1992), englischer Fußballspieler
- Josh Griffiths (Leichtathlet) (Joshua Griffiths; * 1993), britischer Leichtathlet
- Josh Griffiths (Fußballspieler, 2001) (Joshua James Griffiths; * 2001), englischer Fußballspieler

### K
- Kate Bosse-Griffiths (1910–1998), deutsch-walisische Ägyptologin und Schriftstellerin
- Kevin Griffiths (* 1978), britischer Dirigent

### L
- Leigh Griffiths (* 1990), schottischer Fußballspieler
- Lesley Griffiths (* 1960), walisische Politikerin
- Leslie Griffiths, Baron Griffiths of Burry Port (* 1942), britischer Pfarrer und Politiker
- Leslie Griffiths (Rennfahrer), britischer Motorradrennfahrer
- Linda Pauline Griffiths (1953–2014), kanadische Schauspielerin, Produzentin und Autorin
- Lois Wilfred Griffiths (1899–1981), US-amerikanische Mathematikerin und Hochschullehrerin
- Lucy Griffiths (Schauspielerin, 1919) (1919–1982), britische Schauspielerin
- Lucy Griffiths (Schauspielerin, 1986) (Lucy Ursula Griffiths; * 1986), britische Schauspielerin

### M
- Malcolm Griffiths (1941–2021), britischer Jazzposaunist
- Marcia Griffiths (* 1949), jamaikanische Sängerin
- Margaret Ann Griffiths (1947–2009), britische Dichterin
- Marion Griffiths-Karger (* 1958), deutsche Roman- und Kriminalbuchautorin
- Martha Griffiths (1912–2003), US-amerikanische Politikerin
- Martin Griffiths (* 1951), britischer Diplomat
- Megan Griffiths (* 1975), US-amerikanische Filmemacherin und Regisseurin
- Mervyn Griffiths (1909–1974), walisischer Fußballschiedsrichter
- Michael Griffiths (Missionar) (1928–2022), britischer Missionar, Autor und Direktor der China-Inland-Mission
- Michelle Brogan-Griffiths (* 1973), australische Basketballspielerin
- Mike Griffiths (* 1962), walisischer Rugby-Union-Spieler
- Mildred Griffiths (1894–1949), US-amerikanische Szenenbildnerin
- Milton Griffiths (* 1975), jamaikanischer Fußballspieler

### N
- Nigel Griffiths (* 1955), schottischer Politiker

### O
- Owen Lee Griffiths (* 1957), australisch-mauritischer Zoologe und Umweltschützer

### P
- Paul J. Griffiths (* 1955), englisch-US-amerikanischer katholischer Theologe
- Percy W. Griffiths (1893–1983), US-amerikanischer Politiker
- Peter Griffiths (1928–2013), britischer Politiker
- Phillip Griffiths (* 1938), US-amerikanischer Mathematiker
- Philip Jones Griffiths (1936–2008), britischer Fotojournalist

### R
- Rachel Griffiths (* 1968), australische Schauspielerin
- Rachel Eliza Griffiths (* 1978), US-amerikanische Schriftstellerin und Fotografin
- Reginald Bark Griffiths (1920–1997), britischer Parasitologe
- Richard Griffiths (1947–2013), englischer Schauspieler
- Robert Griffiths (* 1937), US-amerikanischer Physiker
- Robert Griffiths (Politiker), britischer Gewerkschafter und Politiker
- Roger Ashton-Griffiths (* 1957), britisch-kanadischer Schauspieler und Filmemacher
- Ron Griffiths (* 1946), britischer Rockmusiker
- Rostyn Griffiths (* 1988), australischer Fußballspieler
- Russell Griffiths (* 1996), englischer Fußballspieler
- Ryan Griffiths (* 1981), australischer Fußballspieler

### S
- Sam Griffiths (* 1972), australischer Vielseitigkeitsreiter
- Susan Griffiths (* 1959), US-amerikanische Schauspielerin

### T
- Terry Griffiths (1947–2024), walisischer Snookerspieler
- Thomas Griffiths (Geistlicher) (1791–1847), englischer römisch-katholischer Geistlicher
- Thomas Griffiths (General) (1865–1947), australischer General, Gouverneur des Territoriums Neuguinea 1920/21 und 1933/34
- Thomas Alan Griffiths (* 1951), US-amerikanischer Zoologe
- Trevor Griffiths (1935–2024), britischer Dramatiker

### W
- William Griffiths (1922–2010), walisischer Hockeyspieler

## Sonstiges
- Griffiths Bay, Bucht an der Nordenskjöld-Küste des Grahamlands, Antarktika
- Griffiths-Gletscher, Gletscher im Viktorialand, Antarktika
- Mount Griffiths, Berg im Enderbyland, Antarktika